# Jewgeni Koreschkow
Jewgeni Gennadjewitsch Koreschkow (russisch Евгений Геннадьевич Корешков; * 11. März 1970 in Ust-Kamenogorsk, Kasachische SSR) ist ein ehemaliger kasachischer Eishockeyspieler und derzeitiger -trainer. Seine Brüder Alexander und Igor waren ebenfalls professionelle Eishockeyspieler.

## Karriere
Jewgeni Koreschkow, der aus der Jugendabteilung von Torpedo Ust-Kamenogorsk begann seine Karriere im Herrenbereich 1988 bei Buran Woronesch in der zweiten sowjetischen Liga. Die Spielzeit 1991/92 verbrachte er beim HK Lada Toljatti. Zur Saison 1992/93 wurde er von seinem kasachischen Stammverein Torpedo Ust-Kamenogorsk verpflichtet. 1994 wechselte er gemeinsam mit seinem Bruder Alexander zum HK Metallurg Magnitogorsk, wo er bis 2004 spielte. Weitere Stationen innerhalb der Saison 2004/05 waren HK Sibir Nowosibirsk, Sewerstal Tscherepowez und HK Metschel Tscheljabinsk. Die Saison 2005/06 spielte er wieder in Ust-Kamenogorsk. In der Spielzeit 2006/07 stand er in der Schweiz beim HC Martigny unter Vertrag, wo er 2007 seine aktive Laufbahn beendete.

### International
1993 und 1994, als er Topscorer des Turniers war, nahm er mit der kasachischen Auswahl an der C-Weltmeisterschaft teil. 1998, 2004, 2005 und 2006 spielte er in der Top-Division, während er nach zwischenzeitlichen Abstiegen der Kasachen 2003 und 2007 in der Division I auf dem Eis stand.
1998 nahm Jewgeni Koreschkow mit Kasachstan an den Olympischen Winterspielen in Nagano teil und erzielte dabei in sieben Spielen zwei Tore und zwei Assists. Nachdem er zuvor mit seinem Team erfolgreich die Qualifikation bestritten hatte, spielte Koreschkow bei den Olympischen Winterspielen 2006 in Turin, wobei er in fünf Spielen fünf Treffer und zwei Assists für sich verbuchen konnte und dadurch zum siebtbesten Scorer des olympischen Turniers wurde.

### Als Trainer
Als Cheftrainer stand Koreschkow ab 2009 bei Stalnyje Lissy Magnitogorsk aus der Molodjoschnaja Chokkeinaja Liga an der Bande, mit denen er in der Saison 2009/10 die russische Juniorenmeisterschaft gewann. Von 2013 bis 2015 war Koreschkow Assistenztrainer beim HK Metallurg Magnitogorsk, ehe er zur Saison 2015/16 zu Barys Astana wechselte und dort zunächst Co-Trainer war. Ende September 2015 wurde er dann zum Interims-Cheftrainer ernannt und trat nach der Rückkehr von Andrei Nasarow als Cheftrainer wieder ins zweite Glied zurück.
Ab August 2017 war Koreschkow erneut Cheftrainer von Barys, ehe er im Dezember 2017 entlassen wurde.
Bei der U20-Junioren-Weltmeisterschaft 2011 unterstützte der Kasache als Assistenztrainer die russische Auswahl unter Waleri Bragin, welche sich den Weltmeistertitel sicherte. Als Assistenztrainer der U20-Auswahl Russlands, die er auch bei der U20-Junioren-Weltmeisterschaft 2012 und 2013 betreute, gewann er beim Turnier 2013 die Bronzemedaille.

## Erfolge und Auszeichnungen
- 1997 Topscorer der Superliga-Playoffs
- 1998 Russischer Pokalsieger mit dem HK Metallurg Magnitogorsk
- 1999 Russischer Meister mit dem HK Metallurg Magnitogorsk
- 1999 European-Hockey-League-Gewinn mit dem HK Metallurg Magnitogorsk
- 2000 European-Hockey-League-Gewinn mit dem HK Metallurg Magnitogorsk
- 2000 All-Star-Team der Superliga
- 2001 Russischer Meister mit dem HK Metallurg Magnitogorsk
- 2010 Charlamow-Pokal-Gewinn mit Stalnje Lissy Magnitogorsk (als Cheftrainer)

### International
- 1994 Topscorer der C-Weltmeisterschaft
- 1994 Bester Vorlagengeber der C-Weltmeisterschaft
- 2003 Aufstieg in die Top-Division bei der Weltmeisterschaft der Division I, Gruppe A
- 2003 Bester Torschütze bei der Weltmeisterschaft der Division I, Gruppe A (gemeinsam mit Levente Elekes, David Livingston und Damian Słaboń)
- 2003 Topscorer der Weltmeisterschaft der Division I, Gruppe A (gemeinsam mit Tommie Hartogs)
- 2007 Silbermedaille bei den Winter-Asienspielen
- 2011 Goldmedaille bei der U20-Junioren-Weltmeisterschaft (als Assistenztrainer)
- 2013 Bronzemedaille bei der U20-Junioren-Weltmeisterschaft (als Assistenztrainer)
- 2014 Bronzemedaille bei der U20-Junioren-Weltmeisterschaft (als Assistenztrainer)

## Trainerstatistik
Abkürzungen: Sp = Spiele, S = Siege, OTS = Siege nach Verlängerung (Overtime), OTN = Niederlagen nach Verlängerung, N = Niederlagen